# Péter Nagy (Tennisspieler)
Péter Nagy (* 17. März 1992 in Budapest) ist ein ungarischer Tennisspieler.

## Karriere
Péter Nagy spielte bis 2010 auf der ITF Junior Tour etwa 50 Matches und erreichte in der Junior-Rangliste den 296. Rang.
Bei den Profis spielte er bis Ende 2013 auf der drittklassigen ITF Future Tour, bis er 2014 erstmals einen Platz innerhalb der Top 1000 der Weltrangliste erreichen konnte, nachdem er in sein erstes Einzelfinale einzog und im Doppel den ersten Future-Titel gewann. 2015 und 2016 kam im Einzel und Doppel je ein Titel dazu, wodurch er das Jahr mit Rang 423 im Einzel das bislang einzige Mal in den Top 500 abschließen konnte. In Sarasota qualifizierte Nagy  sich das erste Mal für ein Turnier der höher dotierten ATP Challenger Tour. Ein Jahr später in Banja Luka gewann er sein erstes Challenger-Match. Ansonsten blieben Auftritte bei Challengers weiter Ausnahmen, da seine Weltranglistenposition dafür nicht ausreichte und er den Sprung auf zur nächsthöheren Turnierkategorie dadurch nicht schaffte. Im Doppel zog er bei seinem Heimturnier in Budapest das bislang einzige Mal ins Halbfinale ein. Seinen Karrierebestwert konnte der Ungar im Einzel im Mai 2017 mit Platz 409 erreichen. Im Doppel stand er dank fünfer Future-Titel 2018 im Dezember des Jahres auf Rang 283. Wegen der Aufteilung der Weltranglisten in ATP und ITF hat Nagy im Einzel aktuell keine ATP-Platzierung, im Doppel ist er an Rang 500 notiert.
Péter Nagy spielt seit 2015 mit Ausnahme von 2017 regelmäßig für die ungarische Davis-Cup-Mannschaft, für die er eine Bilanz von 4:5 hat. 2018 stand er mit der Mannschaft in der Weltgruppe, woraus sie 2019 wieder abstiegen.